# Cattedrali a Trinidad e Tobago
Questa è una lista delle cattedrali a Trinidad e Tobago.

## Cattedrali cattoliche
| Cattedrale                                             | Arcidiocesi o Diocesi          | Località      | Dedicazione                 | Immagine |
| ------------------------------------------------------ | ------------------------------ | ------------- | --------------------------- | -------- |
| Cattedrale dell'Immacolata Concezione di Maria Vergine | Arcidiocesi di Porto di Spagna | Port of Spain | Immacolata Concezione       |          |
| Pro-Cattedrale di Nostra Signora del Perpetuo Soccorso | Arcidiocesi di Porto di Spagna | San Fernando  | Madre del Perpetuo Soccorso |          |
| Cattedrale emerita di San Giuseppe                     | Arcidiocesi di Porto di Spagna | Port of Spain | San Giuseppe                |          |

## Cattedrale anglicana
| Cattedrale                          | Diocesi                      | Città         | Dedicazione |
| ----------------------------------- | ---------------------------- | ------------- | ----------- |
| Cattedrale della Santissima Trinità | Diocesi di Trinidad e Tobago | Port of Spain | Trinità     |